# Ракета Конгріва

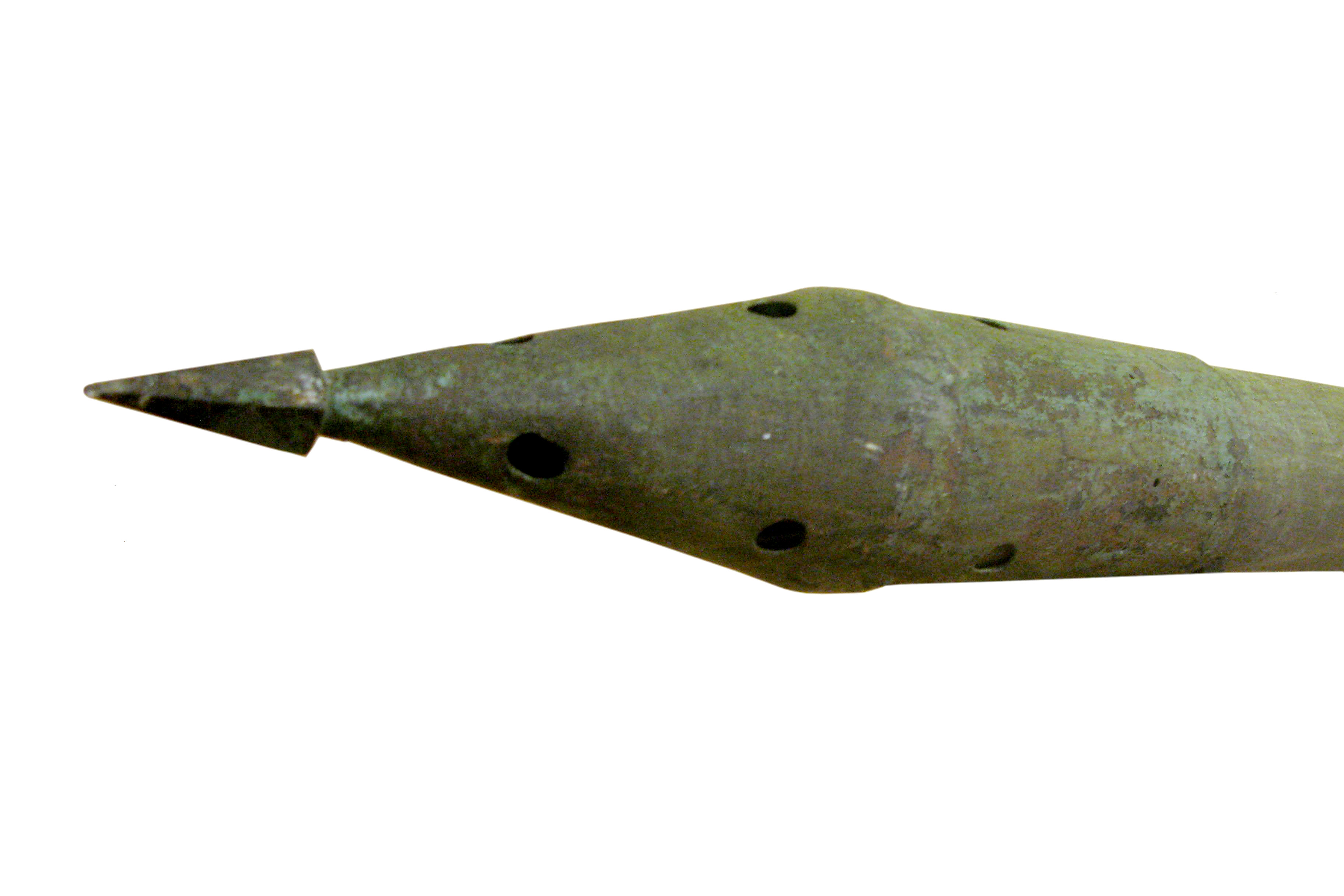
Перші версії ракети Конгріва часів наполеонівських війн, у Військово-морському музеї в Парижі

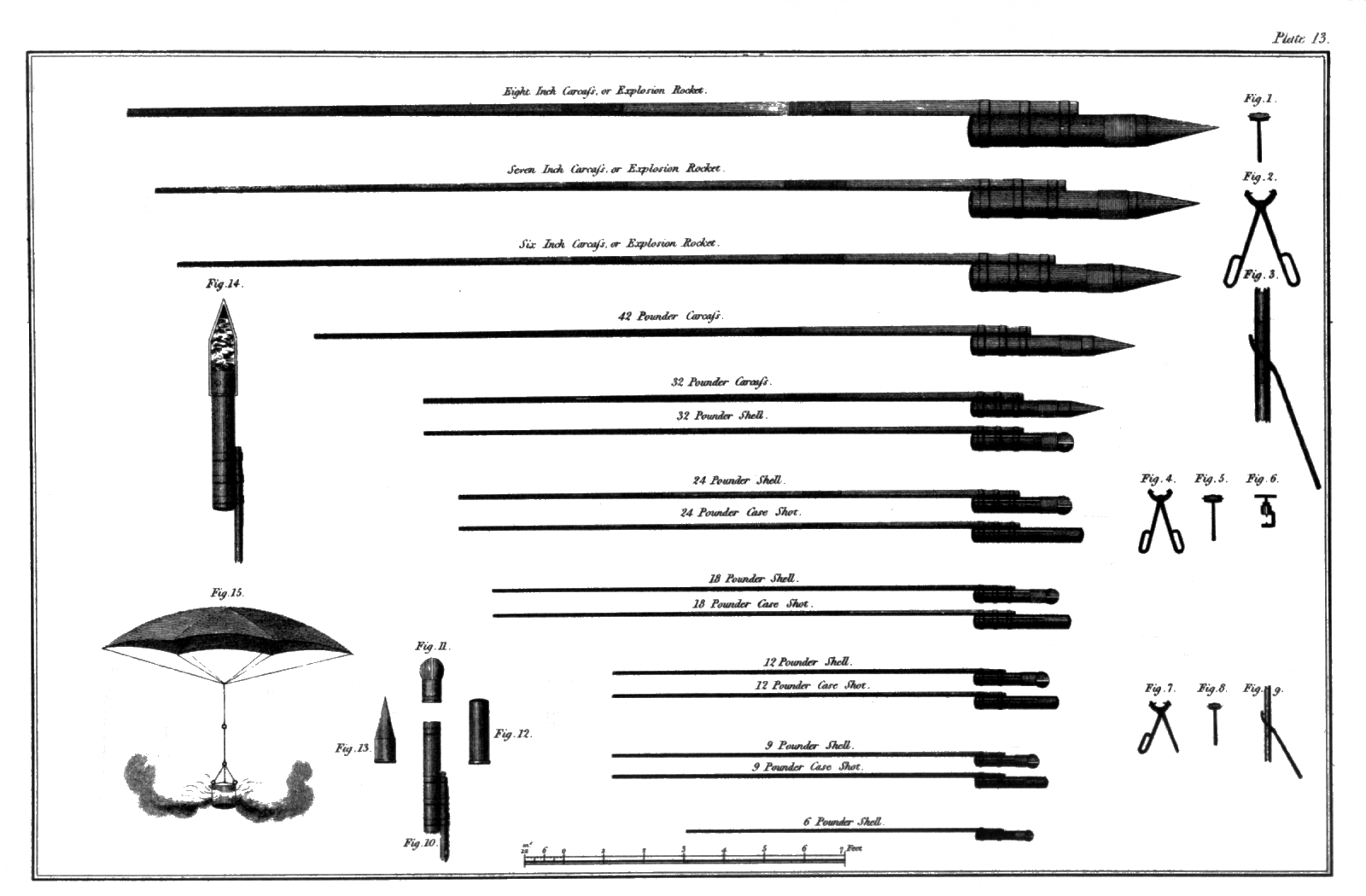
З розробок Конгріва, 1814 рік

Ракета Конгрива (англ. Congreve rocket) — бойова ракета, розроблена Вільямом Конґрівом. Була на озброєнні армії Великої Британії в першій половині XIX століття, пізніше прийнята на озброєння в багатьох інших арміях світу. Першим з ракетами ознайомився в Індії Вільям Конгрів старший, а його син Вільям Конгрів-молодший у 1817 році відкрив фабрику з виробництва ракет, тим самим поклавши початок європейському ракетобудуванню.

## Конструкція та характеристика

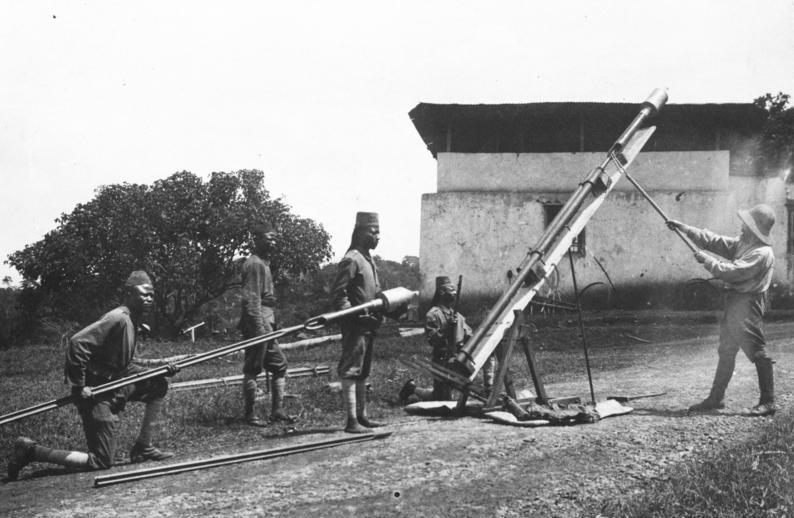
Запуск ракети Конгріва, східна Африка, 1890 рік

Ракета Конгріва — порохова, оболонка з листового заліза, що було інновацією в ракетобудуванні, але конструкція зброї час від часу змінювалася й удосконалювалася. Основу ракети прикривав перфорований диск заліза з отвором посередині. З отвору при польоті виходив реактивний струмінь. Ракети були різного розміру: 3-фунтові, 6-фунтові, 12-фунтові та 32-фунтові. 6- і 12-фунтові ракети мали жердини по 9 футів. 3-фунтові мали дальність у 2300 метрів (2,3 км), а великі 32-фунтові завдяки 10-дюймовій головній частині збільшили дальність польоту до 2700 метрів (2,7 км), тобто дальність ураження залежала від модифікації ракети та коливалася від 2000 до 3000 метрів (2-3 км). До 1819 року жердина-стабілізатор розташовувалася збоку ракети, через що при польоті її хилило вбік, але Конгрів удосконалив конструкцію, угвинтивши жердину посередині ракети. Незважаючи на це, точність ракет була вкрай низька, тому вони застосовувалися під час бомбардування міст і проти великих скупчень живої сили противника. Маленькі ракети разом з верстатами були легкі, тому ними озброювали кавалеристів. Сам Конгрів пропонував використовувати подібні ракети не лише в сухопутних військах, а й на морі.

## Історія розробки та застосування

### Розробка
Захопивши на рубежі XVIII і XIX ст. у Шрірангапатнамі масово застосовувані проти них індійським князівством Майсор залізні ракети, англійці стали розробляти свій аналог.

### Перші випробування

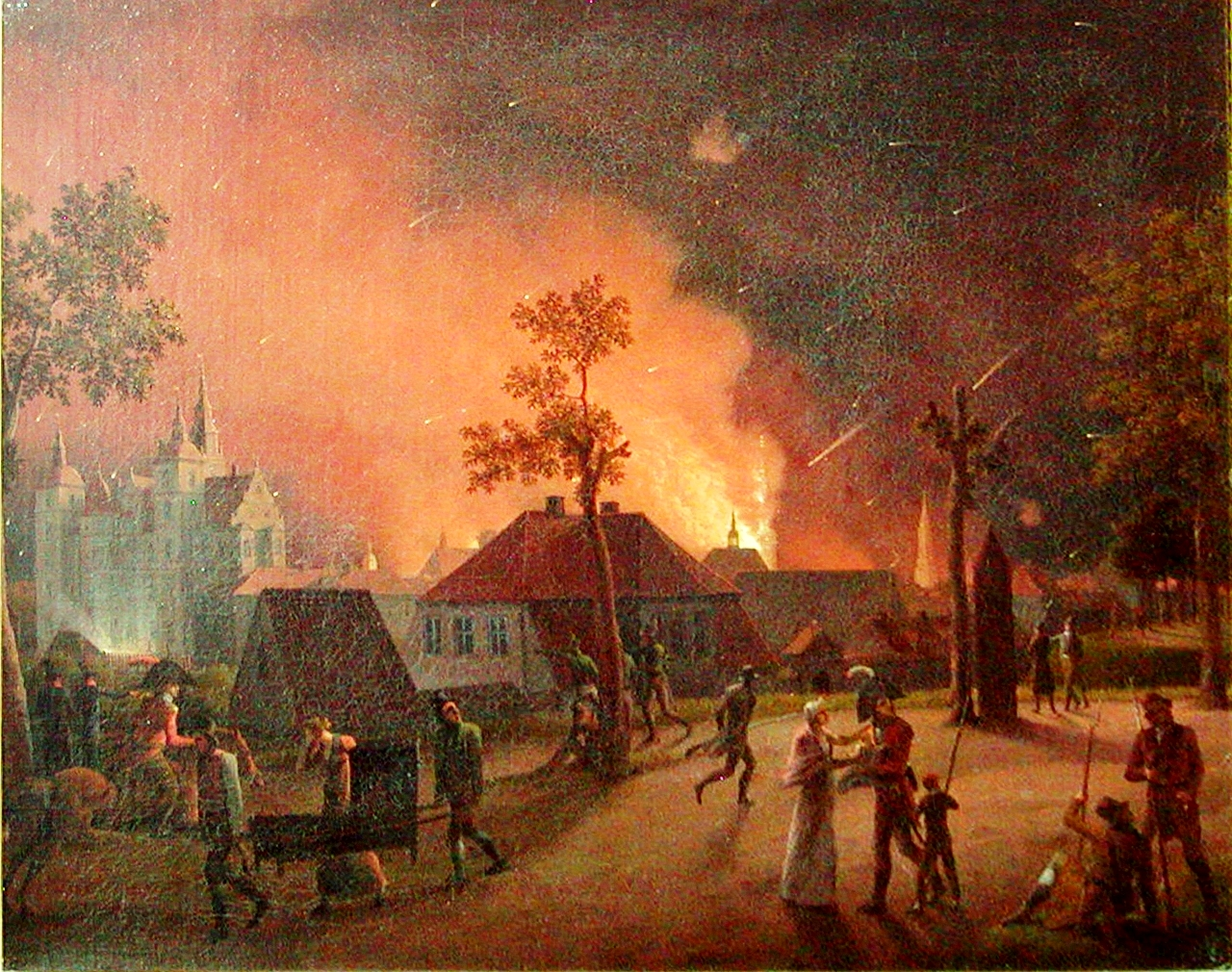
Обстріл Копенгагена в ніч на 4 вересня.

Продемонструвавши ракети уряду Великої Британії, Конгрів отримав дозвіл 18 листопада 1805 року випробувати зброю в польових умовах. Він завантажив ракети на десяток катерів та вийшов у відкрите море для нападу на французьке місто Булонь. На морі розпочався шторм, який вивів з ладу половину кораблів. Пом'ята флотилія була змушена повернутися до Великої Британії, так і не виконавши завдання. Перша спроба англійців застосувати ракети у відкритому бою завершилася невдачею. У 1806 році, 8 листопада, відбулося повторне випробування ракет у нападі на Булонь, теж з моря. Зброя зарекомендувала себе дуже добре. З відстані 2 км місто півгодини обстрілювалося 3-фунтовими ракетами. Усього їх випустили 200 штук. У звіті про випробування написано:

… Приблизно за пів години було випущено близько 200 ракет. Супротивника охопили цілковите замішання та здивування — по нас не було зроблено жодного відповідного пострілу, — а через десять хвилин після першого пуску з'ясувалося, що місто охоплене вогнем… 

Точний збиток, завданий обстрілом місту, не зафіксований, оскільки французький уряд побоювався паніки в рядах армії та серед цивільного населення та встановив сувору цензуру на інформацію про напад на місто. Лорду Лодердейлу, який прибув через кілька днів після обстрілу в місто, заборонили виходити на вулицю, а коли його з почтом везли через Булонь, то в кареті попередньо завісили всі вікна — настільки великий був збиток.

### Бомбардування Копенгагена
Тим часом англійці, злякавшись можливої підтримки французів датчанами, завдали превентивного удару по Копенгагену. У ніч на 4 вересня наступного 1807 року флот Великої Британії «розбомбив» та спалив місто. Переважно використовувалися ракети Конгріва, всього на місто впало 6000 бомб і 40 000 (за іншими даними, тоді всього було випущено 14 тис. зарядів) ракет. Якщо бомби потрапляли в ціль, вибухали та знищували її, то ракети, впавши, не лише вибухали, а й загорялися, стаючи причиною пожежі. Таким чином Копенгаген згорів дотла, що сильно злякало датчан та схилило їх до здачі міста.

### Невдалі застосування ракет
Незважаючи на те, що Копенгаген був спалений дотла, ракети не допомгли англійцям перемогти французів. Справа в тому, що їхня неточність не допускала пуски по одиночним цілям та дрібних скупченнях живої сили противника. Наприклад, у 1808 році ракети були відправлені до Португалії, де їх запускали з польових установок. Ракети не потрапляли у ціль, оскільки їх зносило вітром.
Під час експедиції на голландський острів Валхерен в 1809 році англійці вирішили повномасштабно застосувати ці ракети. 13-15 серпня англійці увійшли у французьке містечко Фліссінген, але знову його втратили, оскільки не мали належної артилерійської підтримки (у зв'язку з широкомасштабним використанням ракет гармат та польових гармат не брали) — хоча підполковник Конгрів особисто стежив за пусками ракет, це не допомогло. Пуски проводилися з п'яти батарей пускових установок, всі установки були розташовані на суші.
У 1810 році ракети знову були застосовані португальцями проти Кадіса та Сантандера. Герцог Веллінгтон вирішив використовувати випробувані польові гармати, оскільки пуски ракет закінчилися погано для самих португальців. Ось як описав цю подію один зі свідків: «… сильний вітер відкинув дві з них (ракети) назад на наших роззяв, заподіявши тим чималу шкоду…».
Таким чином ракети Конгрива отримали недобру репутацію серед військ. Їх почали використовувати рідше та частіше віддавали перевагу традиційній артилерії. Цікаво відзначити, що, незважаючи на провальні ракетні бомбардування, їх прихильниками в російській армії були генерали К. І. Константинов та О. Д. Засядько.

### Англо-американська війна

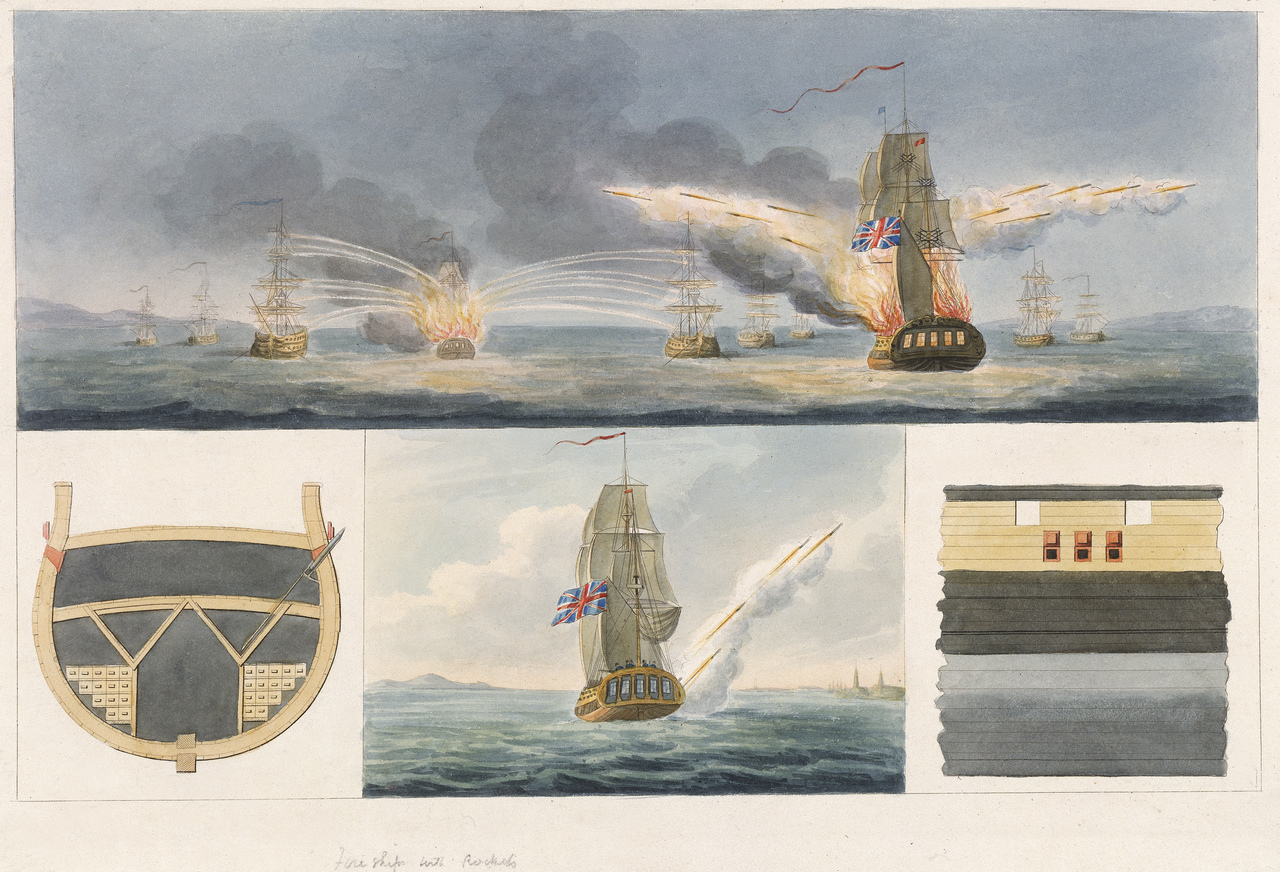
Брандери запускають ракети, а також показано, як зберігаються і запускаються ракети;
власноручно намальовано полковником Конгрівом; акварель, туш, перо; 1814

Під час Англо-американської війни ракети знову отримали широке застосування. Їх було вкрай зручно розміщувати на маленьких суднах, які підходили ближче до американського берега та починали робити пуски ракет у напрямку цілей. Найчастіше їх застосовували в атаках на міста та порти, оскільки при падінні ракета запалала та запалювала навколишні споруди. Пуски здійснювалися з прикріплених до корабельних щогл трапів, намочених водою. Ракети, що очікували на пуск, захищали шкірою. Їх 25-годинне застосування 1814 року у форту Макгенрі являло собою страхітливе видовище, хоча і не завдало особливого збитку. Американський поет Френсіс Скотт Кі написав про «червону заграву ракет»:

І літали ракети, і снаряди вибухали,

Підтверджуючи: форт наш вночі не здався.

Згодом цей рядок увійшов до гімну США.

### Успішне застосування ракет в Наполеонівських війнах
Битва народів під Лейпцигом 1813 року була частиною Наполеонівських воєн. У ній англійці мали всього одну ракетну бригаду, оскільки розчарувалися в цій зброї. Але ракети Конгріва в цьому бою діяли дуже ефективно. Французька піхота була настільки паралізована раптовим ракетним ударом (у солдатів склалося враження, що відбувається щось неймовірне та надприродне), що при Понсдорфі піхотна бригада французів здалася в полон англійській ракетній бригаді. Союзницькі монархи особисто висловили подяки офіцеру ракетників, а російський імператор навіть зняв хрест Святої Анни зі своїх грудей та вручив його йому.
Ще одне успішне застосування ракет було в тому ж році при форсуванні річки Адур. У тому ж році англійці при морській блокаді Данцига спалили ракетами склад з продуктами, внаслідок чого позбавлене продовольства місто здалося. Під час Ста днів ракети також застосовувалися, проте з усіх 78 випущених ракет лише одна принесла користь, розігнавши прислугу кінно-артилерійської батареї, нікого не вбивши. При Ватерлоо ракети виявилися вкрай неефективними через сиру траву, в яку вони падали.

## Поширення ракет
Після війни з Наполеоном ракети Конгріва набули популярності в Європі та Азії. Їх прийняли на озброєння в арміях Росії, Пруссії, Нідерландів, Швеції, Сардинії, Саксонії та інших держав, начинивши «секретними сумішами». У Мадраській армії та бенгальській кінній артилерії були створені ракетні частини, скасовані у 1821 році. У ході Опіумних воєн британський флот і збройні сили Ост-Індської компанії успішно застосовували ракети Конгріва проти скупчень військових джонок китайського флоту, як і проти фортів на узбережжі Китаю. В Азії ці ракети застосовувалися європейськими колонізаторами проти великих скупчень кавалерії повстанців, вражаючи їх несподіваністю.
Причиною відмови від ракет Конгріва стало поширення в другій половині XIX ст. нарізної казнозарядної артилерії, яка забезпечувала набагато вищу точність, дальність та скорострільність. Конкурувати з нарізними гарматами ракети вже не могли і в 1880-ті були переважно зняті з озброєння, хоча зрідка застосовувалися як авіаційна зброя навіть у Першій світовій війні.